# Wildflower Triathlon
Le Wildflower Triathlon est une compétition de triathlon qui se déroule chaque année le premier week-end de mai au Lake San Antonio (en) en Californie depuis 1983. La course originelle est allongée à la distance half Ironman pour prendre un format longue distance à la fin des années 1980. Deux autres compétitions sont rajoutées ultérieurement, une sur courte distance (M) et une de cross triathlon sur distance sprint (S). L'épreuve principale, fait partie des plus anciennes compétitions de triathlon des États-Unis, elle offre la particularité d'être un évènement sportif international rassemblant un nombre record de participants et de spectateurs chaque année. Il est organisé par la société privée Tri-California Events Inc.

## Organisation
| \| Lake San Antonio \| Californie |
| Lake San Antonio                  |

La première édition du  Wildflower Triathlon a lieu en 1983, sur un format court dans le cadre d'un festival de plein air qui associe concert de musique et foire artisanale. 86 participants prennent part à cette première édition et les Américains Dean Harper et Jennifer Hinshaw remportent la première édition d'un évènement local de l'époque. L'année suivante, la participation augmente, 200 compétiteurs sont au départ mais le budget reste déficitaire. L'organisation, qui n'est pas encore celle d'une société, se poursuit toutefois. Il faut attendre 1986 pour voir l'évolution de la course originelle qui fait environ 100 kilomètres vers une compétition longue distance au format Ironman 70.3 et l'adjonction d'une course secondaire au format sprint. Le nombre de participants passe à 350 triathlètes et de nombreux étudiants de Cal Poly, San Luis Obispo rejoignent les bénévoles pour améliorer l'organisation et la sécurisation des épreuves. L'arrivée de triathlètes de premiers plans comme Scott Molina ou Paula Newby-Fraser donne une grande visibilité à l’évènement qui attire de plus en plus de triathlètes internationaux. Cette évolution est également servie par la marque Ironman qui avant l’intégration de ses courses en 1999, octroyait au Wilflower Triathlon des dossards qualificatifs (slots) pour l'Ironman de Kona (Hawaï). L'évènement connait alors une progression de 20 % par an.

## Palmarès et records
| Date | Médaille d'or          | Médaille d'argent  | Médaille de bronze |
| ---- | ---------------------- | ------------------ | ------------------ |
| 2018 | Rodolphe von Berg      | Jesse Thomas       | Nathan Killam      |
| 2016 | Jesse Thomas -6-       | Terenzo Bozzone    | Chris Leiferman    |
| 2015 | Jesse Thomas -5-       | Matt Lieto         | Chris Leiferman    |
| 2014 | Jesse Thomas -4-       | Callum Millward    | Matthew Russell    |
| 2013 | Jesse Thomas -3-       | Leon Griffin       | Joseph Gambles     |
| 2012 | Jesse Thomas -2-       | Jordan Rapp        | James Cunnama      |
| 2011 | Jesse Thomas -1-       | Clayton Fettell    | James Cunnama      |
| 2010 | Michael Raelert        | Joseph Gambles     | Eneko Llanos       |
| 2009 | Andy Potts             | Eneko Llanos       | Reinaldo Colucci   |
| 2008 | Chris McCormack -4-    | Chris Lieto        | Chris Legh         |
| 2007 | Björn Andersson        | Chris Legh         | Ben Hoffman        |
| 2006 | Terenzo Bozzone        | Chris Legh         | Greg Remaly        |
| 2005 | Simon Lessing          | Torbjørn Sindballe | Terenzo Bozzone    |
| 2004 | Chris McCormack -3-    | Rutger Beke        | Luke Bell          |
| 2003 | Tim DeBoom             | Steve Larson       | Chris Legh         |
| 2002 | Chris McCormack -2-    | Cameron Widoff     | Paul Amey          |
| 2001 | Chris McCormack -1-    | Craig Walton       | Chris Legh         |
| 2000 | Chris Legh             | Jürgen Zäck        | Chuckie Veylupek   |
| 1999 | Cameron Widoff -4-     | Stefan Holzner     | Jürgen Zäck        |
| 1998 | Cameron Widoff -3-     | Peter Reid         | Tim DeBoom         |
| 1997 | Cameron Widoff -2-     | Greg Welch         | Olivier Bernhard   |
| 1996 | Peter Reid             | Cameron Widoff     | Wolfgang Dittrich  |
| 1995 | Cameron Widoff -1-     | Robert Marx        | Brad Kearns        |
| 1994 | Wolfgang Dittrich      |                    |                    |
| 1993 | Andrew MacNaughton -3- |                    |                    |
| 1992 | Todd Jacobs            | Bryan Farrenbach   |                    |
| 1991 | Paul Huddle -2-        |                    |                    |
| 1990 | Andrew MacNaughton -2- |                    |                    |
| 1989 | Paul Huddle -1-        |                    |                    |
| 1988 | John Devere            |                    |                    |
| 1987 | Andrew MacNaughton -1- |                    |                    |
| 1986 | Dean Harper -2-        |                    |                    |
| 1985 | Grant Boswell          |                    |                    |
| 1984 | Scott Molina           |                    |                    |
| 1983 | Dean Harper -1-        |                    |                    |

| Date | Médaille d'or          | Médaille d'argent | Médaille de bronze    |
| ---- | ---------------------- | ----------------- | --------------------- |
| 2018 | Heather Jackson -4-    | Carrie Lester     | Robin Pomeroy         |
| 2016 | Elizabeth Lyles -2-    | Laurel Wassner    | Emily Cocks           |
| 2015 | Elizabeth Lyles -1-    | Heather Jackson   | Rachel McBride        |
| 2014 | Heather Jackson -3-    | Elizabeth Lyles   | Laurel Wassner        |
| 2013 | Heather Jackson -2-    | Katherine Bake    | Elizabeth Lyles       |
| 2012 | Heather Jackson -1-    | Linsey Corbin     | Magali Tisseyre       |
| 2011 | Leanda Cave            | Mary Beth Ellis   | Magali Tisseyre       |
| 2010 | Julie Dibens           | Desiree Ficker    | Virginia Berasategui  |
| 2009 | Virginia Berasategui   | Leanda Cave       | Erika Csomor          |
| 2008 | Samantha McGlone -3-   | Leanda Cave       | Pip Taylor            |
| 2007 | Becky Lavelle          | Mirinda Carfrae   | Kate Major            |
| 2006 | Samantha McGlone -2-   | Natascha Badmann  | Kim Loeffler          |
| 2005 | Samantha McGlone -1-   | Heather Fuhr      | Tina Walter           |
| 2004 | Natascha Badmann       | Kate Major        | Heather Gollnick      |
| 2003 | Heather Gollnick       | Becky Lavelle     | Desiree Ficker        |
| 2002 | Katja Schumacher       | Becky Gibbs       | Donna Phelan          |
| 2001 | Barbara Lindquist      | Becky Gibbs       | Gina Kehr             |
| 2000 | Jeanne Anne Kritzman   | Lauren Trent      | Paula Newby-Fraser    |
| 1999 | Heather Fuhr -2-       | Beth Zinkand      | Ulrike Blank          |
| 1998 | Heather Fuhr -1-       | Melissa Spooner   | Lauren Maule          |
| 1997 | Paula Newby-Fraser -5- | Heather Fuhr      | Lauren Alexander      |
| 1996 | Paula Newby-Fraser -4  | Lauren Alexander  | Holly Nybo            |
| 1995 | Paula Newby-Fraser -3- | Donna Peters      | Holly Nybo            |
| 1994 | Donna Peters -3-       |                   |                       |
| 1993 | Donna Peters -2-       |                   |                       |
| 1992 | Donna Peters -1-       | Erin Baker        | Krista Whelan         |
| 1991 | Liz Downing            |                   |                       |
| 1990 | Paula Newby-Fraser -2- |                   |                       |
| 1989 | Nancy Valance          |                   | Terry Schneider-Egger |
| 1988 | Janine Daley           |                   |                       |
| 1987 | Julie Moss             |                   |                       |
| 1986 | Paula Newby-Fraser -1- |                   |                       |
| 1985 | Jacqueline Shaw        |                   |                       |
| 1984 | Ardis Bow              |                   |                       |
| 1983 | Jennifer Hinshaw       |                   |                       |